# Richard Berger
Richard „Ric” Berger (ur. 16 sierpnia 1894 w Yens, zm. 4 sierpnia 1984 w Morges) – szwajcarski malarz, grafik, historyk sztuki i interlingwista.
Urodził się w Yens. W Lozannie uzyskał dyplom nauczyciela, potem studiował malarstwo. W latach 1928–1963 pracował jako wykładowca rysunku, dekoratorstwa i historii sztuki w College de Morges. Opublikował ok. 20 książek dotyczących historii sztuki, w tym prace o pomnikach w Szwajcarii.
W wieku 18 lat, w 1912 roku zainteresował się językami sztucznymi i opanował esperanto, był także szwajcarskim delegatem Universala Esperanto-Asocio. W 1918 stał się zwolennikiem ido, a w 1929 roku języka occidental. Przez 20 lat był redaktorem czasopism w tym języku i pomysłodawcą zmiany nazwy języka na interlingue. Po ukazaniu się projektu języka interlingua zaakceptował jego założenia i od 1956 rozpoczął prace na jego rzecz. W latach 1959–1963 był sekretarzem generalnym Union Mundial pro Interlingua i jednocześnie redaktorem oficjalnego magazynu UMI, Currero.
Jednym z najistotniejszych osiągnięć Bergera jest publikowanie w latach 1966–1983 miesięcznika Revista de Interlingua – oprócz niego ukazały się liczne zeszyty tematyczne, słowniki, materiały dokumentalne dotyczące ruchu interlingwistycznego, które autor wysyłał do 60 krajów na całym świecie. Oprócz tego jego prywatne wydawnictwo Editiones Interlingua publikowało podręczniki do nauki rozmaitych „małych języków”.